# Jonathan Mensah
Jonathan Mensah (* 13. Juli 1990 in Accra) ist ein ghanaischer Fußballspieler.

## Karriere

### Verein
Mensahs spielte in seiner Jugend für Ashanti Gold aus Obuasi und gehörte den ghanaischen Juniorennationalmannschaften an. Er gehört zu der erfolgreichen Generation, die 2009 erst die afrikanische Juniorenmeisterschaft und dann die FIFA-U-20-Weltmeisterschaft gewann.
Mit knapp 18 Jahren wechselte er bereits nach Südafrika, wo er für die Free State Stars aus Bethlehem in der höchsten Spielklasse des Landes spielte. Nach dem U-20-Erfolg zeigten auch europäische Vereine Interesse an dem Nachwuchs-Innenverteidiger. Ein Wechsel zu Panathinaikos Athen scheiterte jedoch. Schließlich wurde er Anfang 2010 von Udinese Calcio aus Italien unter Vertrag genommen, die ihn aber sofort nach Spanien an den FC Granada ausliehen. Dort bestritt er 15 Spiele für den spanischen Zweitligisten. Zu Beginn der Saison 2011/12 wechselte er für eine nicht genannte Ablösesumme zum französischen Aufsteiger FC Évian Thonon Gaillard.

### Nationalmannschaft
Mensah spielte für die Ghanaische U-20 Auswahl, die 2009 die U-20-Fußball-Weltmeisterschaft gewann. Am 5. Januar 2010 stand Jonathan Mensah erstmals auch für die A-Nationalmannschaft Ghanas auf dem Platz. In den Vorbereitungsspielen für die Weltmeisterschaft 2010 in Südafrika wurde er noch einige Male eingesetzt und in den WM-Kader der Afrikaner aufgenommen. Bei der WM kam er zu drei Einsätzen.